# Kleopatra IV
Kleopatra IV, född 138 f.kr, död 112 f.kr, var drottning av det ptolemeiska riket 116–115 f.Kr. som medregent till sin bror och make Ptolemaios IX. Hon var därefter drottning i det Seleukidiska riket som gift med Antiochos IX Kyzikenos.

## Biografi
Kleopatra IV var dotter till kung Ptolemaios VIII Euergetes och drottning Kleopatra III av Egypten. 

### Drottning av Egypten
Hon gifte sig med sin äldste bror och tronföljare Ptolemaios Lathyros år 119 eller 118 f.kr. Det är möjligt att hon var mor till Lathyros's söner Ptolemaios XII och Ptolemaios Cyprioten, men de kan också ha varit söner till Lathyros' till namnet okända älskarinna. 
År 116 f.kr avled hennes far, och hon och hennes bror-make Lathyros besteg då tronen som samregenter med sin mor. Året därpå blev Kleopatra IV avsatt av sin mor, som skilde henne från hennes bror-make och i stället gifte bort hennes bror med deras yngre syster, Kleopatra Selene I. Orsaken till detta är okänd. 

### Drottning av Syrien
Kleopatra IV flydde till Cypern, där hon allierade sig med en av de två seleukidiska kungarna, Antiochos IX Kyzikenos. Det seleukidiska Syrien befann sig då i inbördeskrig mellan Kyzikenos och dennes halvbror, Antiochos VIII Grypos. Grypos var Kleopatras svåger, eftersom han var gift med hennes äldre syster Tryphaena av Egypten. Kleopatra IV erbjöd Kyzikenos sin här till hjälp för sin strid mot Grypos i utbyte mot en allians genom äktenskap, något han gick med på. Under detta äktenskap ska hon ha blivit mor till Antiochos X Eusebes. Hennes make Kyzikenos förlorade år 112 f.kr ett slag mot Grypos och tvingades lämna henne ensam kvar i Antiokia, som strax därpå intogs av hennes svåger Grypos och hennes syster Tryphaena. 
Tryphaena anklagade Kleopatra för att gift sig utanför Egypten utan deras mors tillstånd och för att ha blandat sig i Syriens inre angelägenheter genom att erbjuda sin armé till en av de krigsförande parterna, och begärde att hon skulle dö. Grypos bad henne att avstå från en avrättning med argumentet att hans förfäder aldrig hade tillåtit sådant våld mot kvinnor, att Kleopatra hade sökt asyl i ett tempel, och att han var skyldiga gudarna respekt för sin seger. Tryphaena vägrade dock att avstå från att döda Kleopatra och gav sin order till en trupp soldater, som på hennes befallning bröt tempelasylen och mördade Kleopatra. Hon ska ha förbannat sina mördare och åkallat gudarna vars helgedom vanhelgats. Året därpå besegrades Tryphaenas make Grypos av Kysikenos i ett slag, och Tryphena själv tillfångatogs. Kyzikenos lät då avrätta henne som ett offer åt sin mördade maka, hennes syster.